# Суха Млака
Суха Млака је насељено мјесто у општини Црнац, у Славонији, Вировитичко-подравска жупанија, Република Хрватска.

## Историја
До територијалне реорганизације у Хрватској насеље се налазило у саставу бивше велике општине Ораховица.

## Становништво
На попису становништва 2011. године, насеље је имало 105 становника.
| Националност       | 1991. | 1981. | 1971. | 1961. |
| Срби               | 114   | 75    |       |       |
| Југословени        | 2     | 76    |       |       |
| Хрвати             | 8     | 11    |       |       |
| остали и непознато | 6     | 2     |       |       |
| Укупно             | 130   | 164   | 279   | 418   |

| Демографија | Демографија | Демографија |
| Година      | Становника  | Становника  |
| ----------- | ----------- | ----------- |
| 1961.       | 418         |             |
| 1971.       | 279         |             |
| 1981.       | 164         |             |
| 1991.       | 130         |             |
| 2001.       | 137         |             |
| 2011.       |             | 105         |